# Liste der Monuments historiques in Les Marêts
Die Liste der Monuments historiques in Les Marêts führt die Monuments historiques in der französischen Gemeinde Les Marêts auf.

## Liste der Bauwerke
| Bezeichnung      | Beschreibung                  | Standort | Kennzeichnung | Schutzstatus | Datum | Bild           |
| ---------------- | ----------------------------- | -------- | ------------- | ------------ | ----- | -------------- |
| Kirche St-Hubert | Erbaut ab dem 16. Jahrhundert | (Lage)   | PA00087079    | Classé       | 1920  | weitere Bilder |

## Liste der Objekte
Zum Verständnis siehe: Kirchenausstattung
- Monuments historiques (Objekte) in Les Marêts in der Base Palissy des französischen Kultusministeriums